# Casa del Citarista

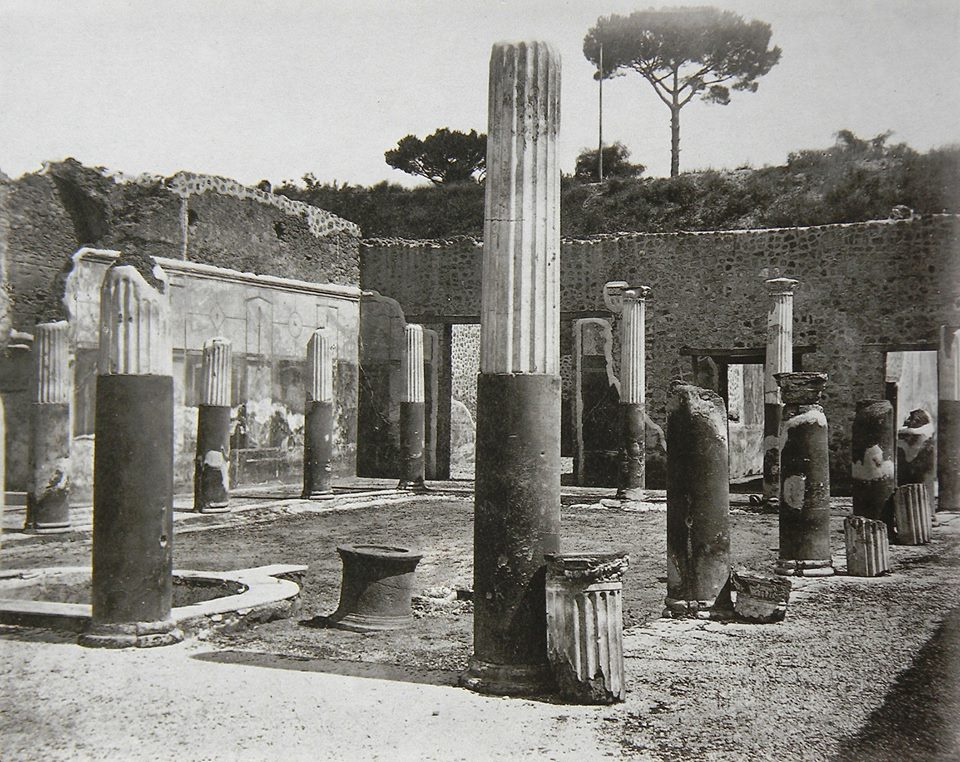
Peristyl kurz nach der Ausgrabung

Bei der Casa del Citarista (Haus des Kitharaspieler) handelt es sich um ein großes Wohnhaus in Pompeji (I.4.5 und I 4, 25), das einst einer sehr wohlhabenden Familie gehört haben muss. Von hier stammen einige der schönsten Wandbilder Pompejis. Ausgrabungen fanden von 1853 bis 1861, 1868, 1872 und 1929 statt. Im 19. Jahrhundert sind die ausgegrabenen Häuser oftmals nicht weiter geschützt worden. Große Teile der damals gefundenen Wanddekorationen sind deshalb heute nur noch schlecht erhalten. Einige herausragende Wandbilder wurden aus der Wand geschnitten und nach Neapel gebracht.

## Beschreibung
Das Haus erhielt seinen modernen Namen vom Fund einer Bronzestatue, die den Kithara spielenden Apollon zeigt. Sie befindet sich heute im Archäologischen Nationalmuseum Neapel. Diverse Wahlaufschriften deuten darauf hin, dass das im Besitz der Familie der Popidii war, die zu den ältesten und angesehensten Familien der Stadt gehörte. Im Haus fanden sich verschiedene Porträtbüsten, die wahrscheinlich Angehörige der Familie darstellen.
Das große Haus (2700 m²) entstand durch die Zusammenlegung mehrere kleinerer Häuser und nimmt gut drei Viertel einer ganzen Insula ein. Dementsprechend besitzt es drei Atrien und drei große Peristyle. Zum Haus gehört auch eine eigene Badanlage. Teil der Überbauung waren anscheinend auch Werkstätten, wie eine Bäckerei (I.4, 12, 14 und 17) und eine Walkerei (I. 4, 7). Es ist jedoch nicht sicher, ob diese Betriebe unabhängig operierten oder im Auftrag der Hausbesitzer arbeiteten. Das größte Peristyl war mit 11 Marmorscheiben (Oszilla)  dekoriert, die zwischen den Säulen aufgehängt waren.
Zu den besonderen Wandbildern aus dem Haus gehören die Darstellungen der Iphigenie in Tauris und des Dionysos auf Naxos. Lawrence Richardson Jr. schreibt diese Bilder dem von ihm so genannten Achilles-Maler zu, den er zu den besten Malern in Pompeji zählt. Beide Bilder fanden sich in einer Exedra, die am südlichsten Peristyl liegt.

## Galerie

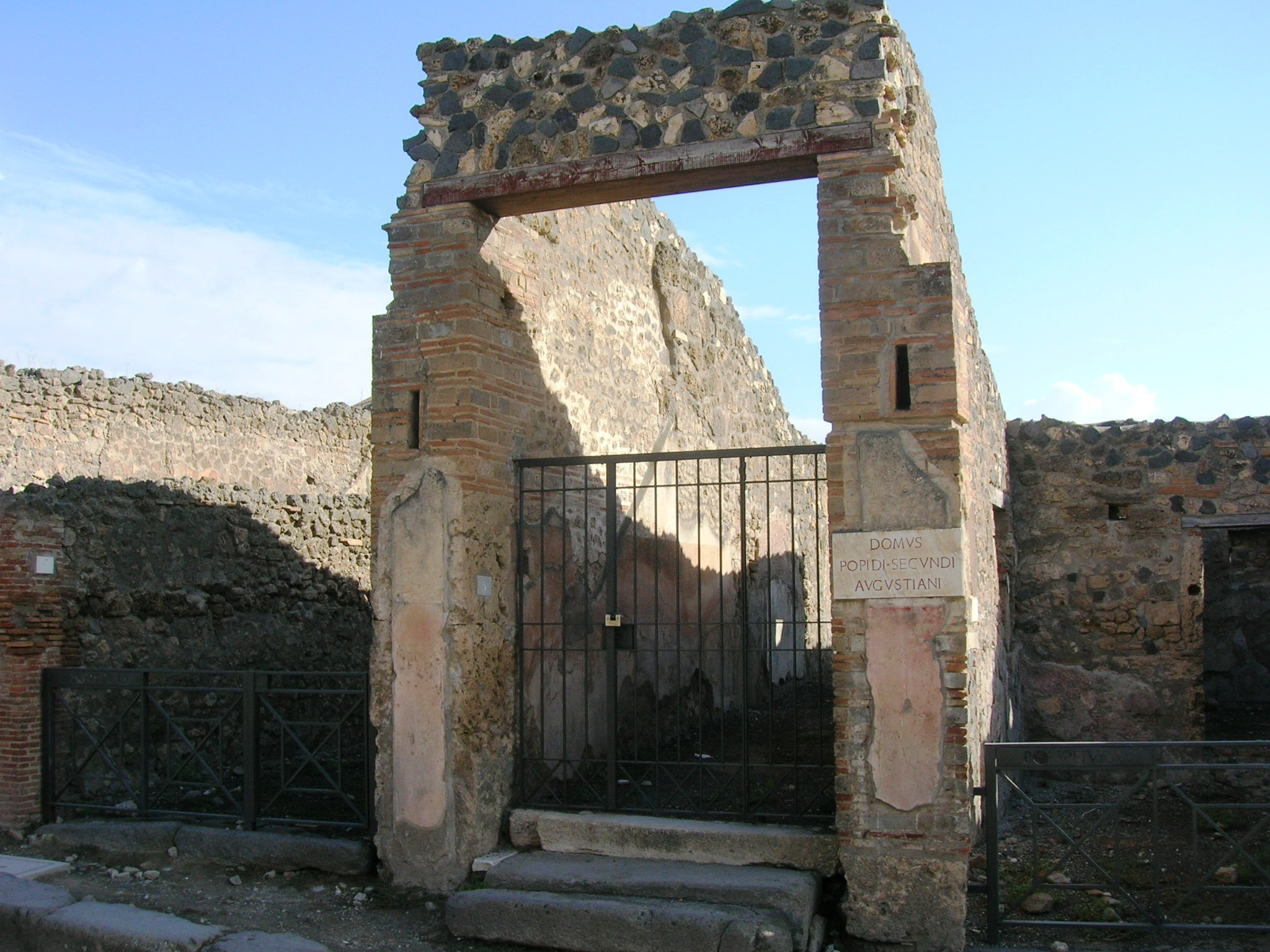
Eingang
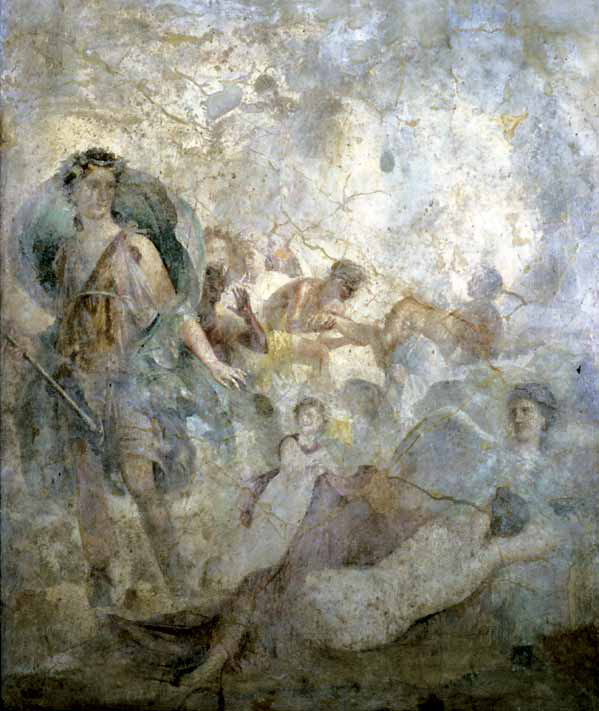
Dionysos auf Naxos
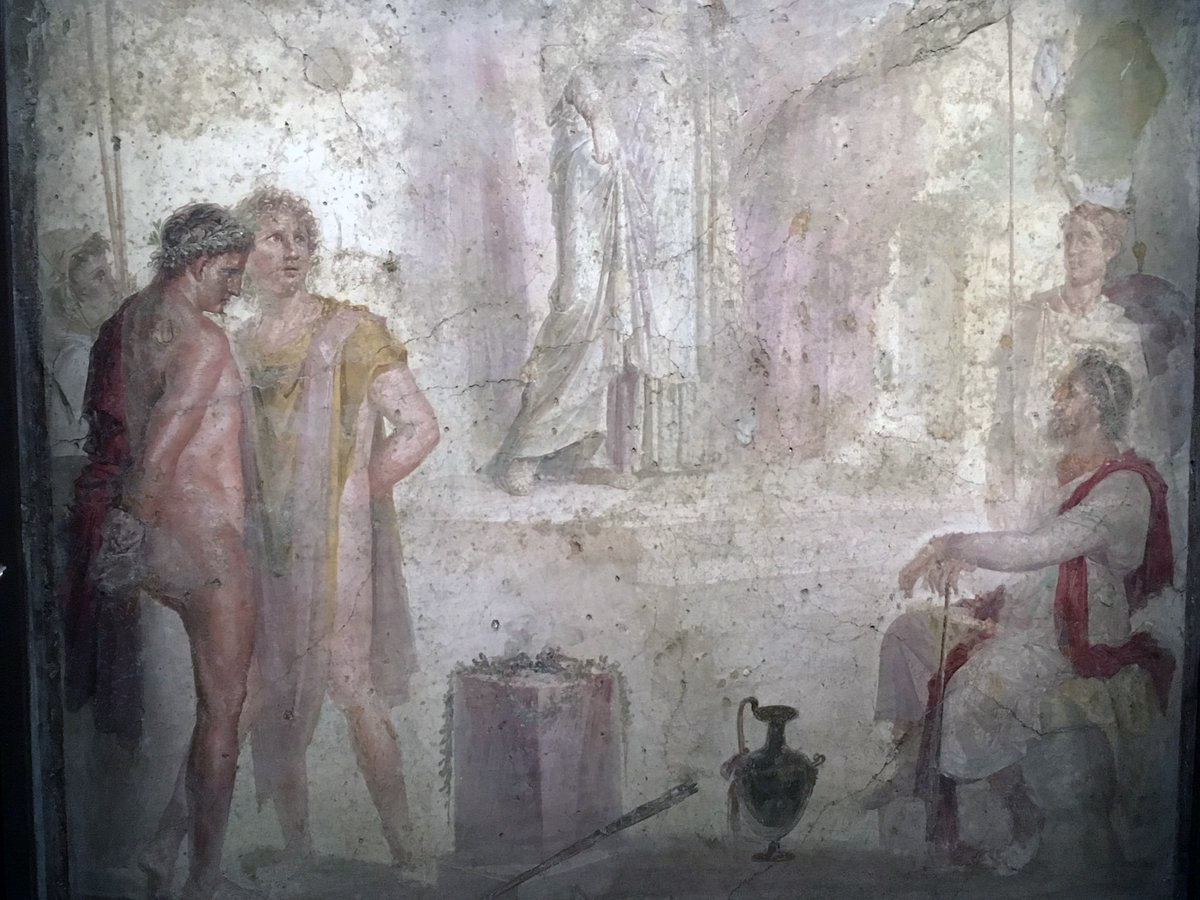
Orestes und Pylades
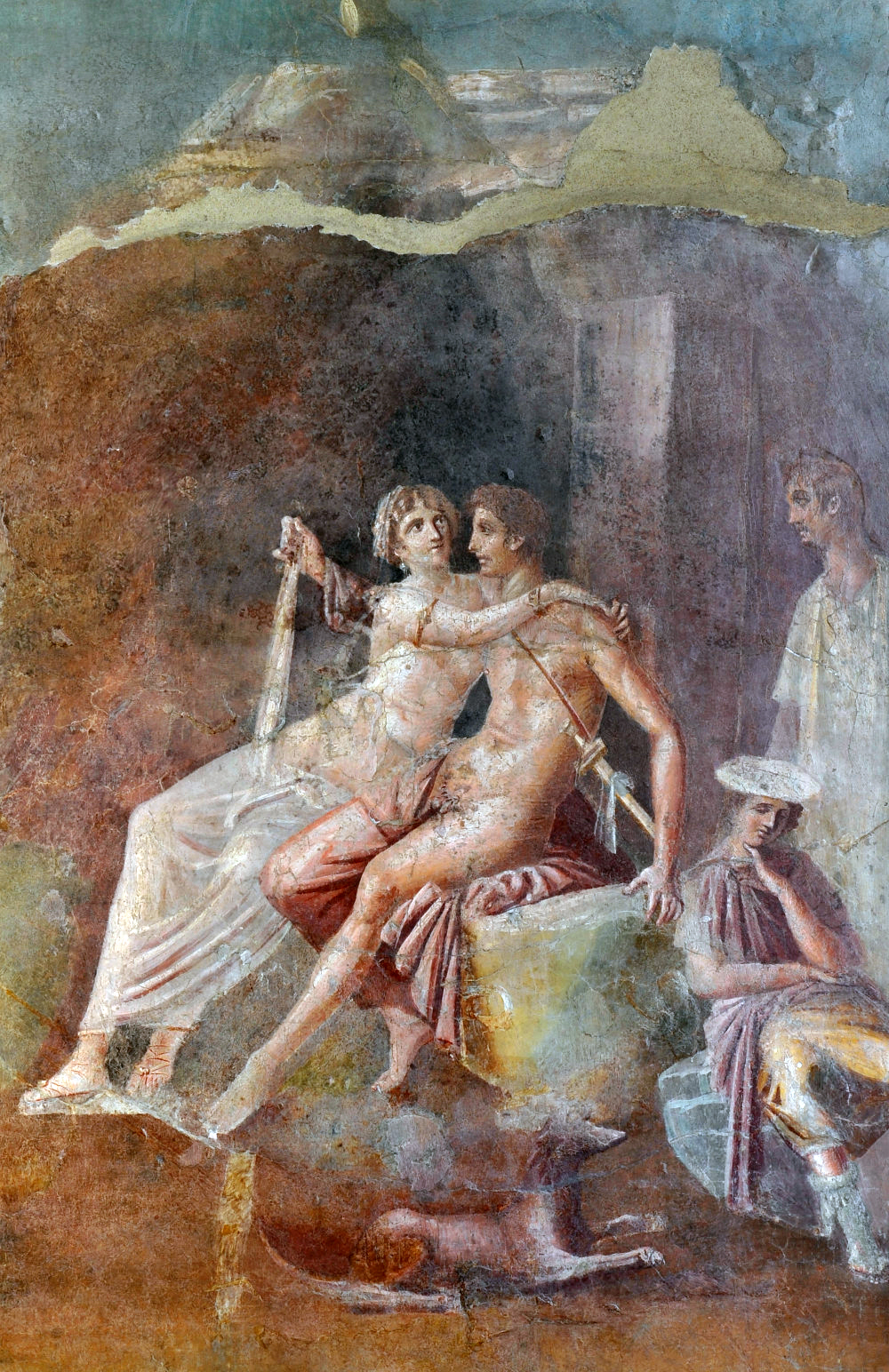
Iphigenie in Tauris